# Spolkový dům Ženského klubu českého
Spolkový dům Ženského klubu českého je bývalý spolkový dům, který stojí v Praze 1-Novém Městě v ulici Ve Smečkách. Jeho přednáškový sál užívá divadlo Činoherní klub.

## Historie

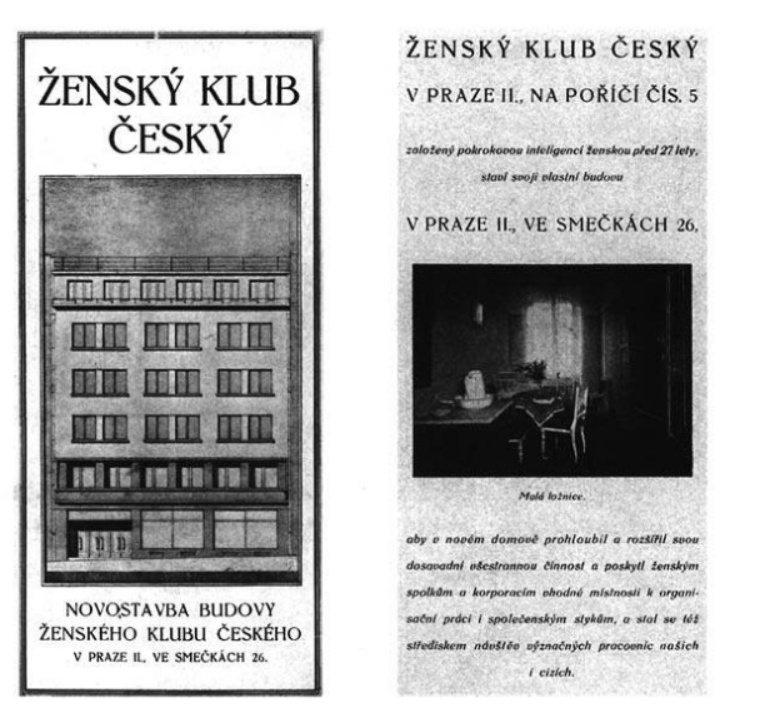
Ženský klub český, dobový inzerát

Spolkový dům byl postaven v letech 1931–1933 Stavebním družstvem Ženského klubu českého na základě rozhodnutí ze dne 16. března 1928. Projekt roku 1929 vypracovala architektka Milada Petříková-Pavlíková pro klub zdarma, realizovala Stavební firma Václav Nekvasil.
Stavba obsahovala klubovny, přednáškový sál, knihovnu, restauraci a také ubytování. Finance na ni získalo družstvo ze sbírek pořádaných mezi českými ženami a také z půjčky u Úrazové pojišťovny. Tuto půjčku pak splácelo z činnosti klubu.

### Ženský klub český
Klub byl založen 10. září 1902. Roku 1933 pro svoji potřebu postavil a otevřel dům v ulici Ve Smečkách, který až do roku 1948 sloužil jako centrum pro řadu ženských organizací.
Po roce 1948 byla jeho činnost zastavena, o rok později byl Klub zrušen. Roku 1952 se budova dostala pod národní správu a roku 1955 přešla do majetku Československého státu.

### Po roce 1989
Činnost Ženského klubu českého byla obnovena 22. srpna 1990. Snaha získat budovu zpět nebyla úspěšná.